# Astralon
Astralon – zastrzeżona nazwa własna przezroczystego tworzywa sztucznego firmy Dynamit Nobel, będącego kopolimerem chlorku winylu i akrylanu metylu, którego zasadniczą cechą jest wysoka stabilność wymiarowa przy jednoczesnym zachowaniu elastyczności oraz odporność na światło. Jest to tworzywo odporne chemicznie, gładkie, łatwo zmywalne, dzięki czemu można na nim nanosić tymczasowe rysunki oraz stosować nietrwałe przyklejanie innych elementów.
Tworzywo było wykorzystywane w kartografii, geodezji itp. do zastosowań projektowych wymagających zachowania ścisłych wymiarów rysunku, oraz w poligrafii jako folia montażowa do przyklejania wielu pojedynczych form kopiowych (najczęściej klisz) w celu utworzenia z nich wspólnego arkusza przeznaczonego do naświetlania formy drukowej.
Potocznie astralonem nazywa się każde tworzywo sztuczne wykorzystywane do tych samych zastosowań co astralon, przy czym dzisiaj jest ono najczęściej wykonane z innego materiału o podobnych właściwościach, ale przy zwiększonej elastyczności (pierwsze odmiany astralonu były sztywne i łamliwe).